# 加来-弗雷坦站
加来-弗雷坦站是位於法國北部城市加来附近的一座火車站，靠近弗雷坦。该站也是一座國際車站，位于加来市区西南部。加来弗雷坦站是歐洲之星列車在歐洲大陸一側的首個停車車站，乘客可以在這裡換乘法國國家鐵路（SNCF）和欧洲之星列車。

## 位置
加来弗雷坦站位于加来市区西南部，弗雷坦市镇范围内。
加来弗雷坦站是英法海底隧道南端出口的第一个车站，该站距离隧道口仅3公里。

## 停靠线路
以下列车线路在加来弗雷坦站停靠。
| 加来弗雷坦站列车线路表        |                     |                      |                          |              |
| 线路                          | 车种                | 上一站               | 下一站                   | 大致运行频率 |
| 布鲁塞尔—伦敦                 | Eurostar            | 布鲁塞尔/里尔        | 阿什福德/埃贝斯菲特/伦敦 | 每天4趟左右  |
| 巴黎—滨海布洛涅/朗迪弗利耶    | TGV                 | 里尔欧洲             | 滨海布洛涅               | 每天2~4趟    |
| 里尔—加来/滨海布洛涅          | TERGV               | 里尔                 | （终点）/滨海布洛涅      | 每天3趟左右  |
| 阿拉斯/蒙特伊/滨海布洛涅—加来 | TER Hauts-de-France | 马尔基斯-兰克桑/皮昂 | 莱丰蒂内特               | 每天5趟左右  |
| 亚眠/朗迪弗利耶/埃塔普—加来   | TER Hauts-de-France | 马尔基斯-兰克桑/皮昂 | 莱丰蒂内特               | 每天7趟左右  |
| 1.                            |                     |                      |                          |              |

## 配套交通

### 长途大巴
加来弗雷坦站对应的大巴车上下车地点位于车站门口，SNCF提供少量车次。

### 城市公共交通
| Imag'in加来弗雷坦附近的市内公交线路 |                    |          |
| 公交车站名称                        | 位置               | 停靠线路 |
| Sapin                               | 加来弗雷坦站东北侧 | 6路      |
| 1.                                  |                    |          |

### 前往加来城站
前往加来市区的乘客，可在站内乘坐终点站为“Calais Ville”（加来城站）的TER列车，大约只需要9分钟。

## 临近车站
| 加来弗雷坦站（Gare de Calais-Fréthun） |                                   |                  |
| 上行车站                               | 线路                              | 下行车站         |
| 里尔欧洲站                             | 法国高速铁路北线 ↓ ↑ 英法海底隧道 | （终点）         |
| （起点）                               | 法国高速铁路北线 ↓ ↑ 英法海底隧道 | 阿什福德国际车站 |
| 皮昂站                                 | 布洛涅－加来铁路                  | 莱丰蒂内特站     |